# Santana do Piauí
Santana do Piauí is een gemeente in de Braziliaanse deelstaat Piauí. De gemeente telt 5.015 inwoners (schatting 2009).